# 文庄站
文庄站是一个陇海线上的铁路车站，位于安徽省宿州市砀山县后文庄，建于1915年，目前为四等站，邮政编码为235319。目前客运：办理旅客乘降；不办理行李、包裹托运；货运：办理整车货物发到；危险货物仅办理农药、化肥发到。